# Viničné
Viničné (allemand : Schweinsbach ) est un village de Slovaquie situé dans la région de Bratislava.

## Histoire
Première mention écrite du village en 1425.

## Démographie

### Évolution de la population
| Année:               | 1994. | 2004.    | 2014.    | 2024.    |
| -------------------- | ----- | -------- | -------- | -------- |
| Nombre de personnes: | 1419  | 1608     | 2249     | 2800     |
| Différence:          |       | +13,31 % | +39,86 % | +24,49 % |

| Année:               | 2023. | 2024. |
| -------------------- | ----- | ----- |
| Nombre de personnes: | 2800  | 2800  |
| Différence:          |       | +0 %  |